# Бої за Ромни
Бої за Ромни розпочалися після вторгнення Росії в Україну.
Через Ромни пролягає автошлях Н-07 державного значення, що з'єднує Київ, Бровари, Ромни, Недригайлів, Суми та закінчується на контрольно-пропускному пункті «Юнаківка».

## Перебіг подій

### 24-25 лютого
Ввечері 24 лютого колона військової техніки РФ ішла на Недригайлів, зупинилася, повернулася на Терни. З Тернів виїхало 5 машин у бік Конотопа.
Пізніше з Конотопа вирушила колона російської військової техніки в бік Ромнів. По дорозі вона розділилася на дві колони: одна пішла на Прилуцький напрямок (Діброва), інша — на Ромни. Голова Роменської РДА Денис Ващенко заявив: «Думаємо, що хочуть взяти Ромни у кільце.»
Зранку 25 лютого окупанти не випускали автівки з Сум у напрямку Ромнів. Після 7 ранку ворог перестав пропускати автівки з Сум у напрямку Ромнів. Бо в той бік пішла техніка окупантів. Близько 15 танків, «гради», КАМАЗи та інша техніка з військовими пройшли через Недригайлів у бік Києва.

### 27-28 лютого
У ніч із 26 на 27 лютого повз Суми з боку Краснопілля на Ромни прослідувала ворожа техніка. На Роменщині обстрілів не було, поранених і вбитих немає, повідомив голова Роменської РДА Денис Ващенко. Ворог іде транзитом, великими колонами, на Київ. Зранку колона пішла на Прилуки. Інформацію передали — і колону розбомбили. У бік Лохвиці з-під Ромнів виїхала колона, більше ніж 100 одиниць, де українські військові тримають оборону.
Приблизно о 13 годині 28 лютого військові РФ атакували Роменську виправну колонію.
У селі Погожа Криниця Роменського району місцевий житель намагався завадити руху російської техніки, перегородивши дорогу власним авто. Танк розчавив автомобіль. 47-річний водій автомобіля загинув на місці. За процесуального керівництва Роменської окружної прокуратури проводиться досудове розслідування за фактом порушення законів та звичаїв війни (ч. 1 ст. 438 КК України), повідомили в прокуратурі.

### 1 березня
У селі Біловоди російські військові зайняли приміщення трьох елеваторів, один з яких — повністю. Це елеватор «Дружба-Нова» компанії «Кернел». Біля цього елеватора велике скупчення російської техніки. Охоронців об'єкта взяли в полон. Елеватор по периметру загарбники укріпили кулеметними точками, на дахах — російські снайпери. У селі Бобрик російські військові встановили блокпост, пограбували магазин і два фермерські господарства. ще один блокпост — в Коровинській ОТГ. У Пустовійтівці українська авіація знищила російський блокпост. За допомогою Байрактара було знищено 80 одиниць російської техніки, з яких половина — установки «Град». Ромни повністю контролює територіальна оборона
Російські військові втекли, кинувши свою техніку в селі Чемоданівка.

### 4-5 березня
Згідно із списком, оприлюдненим 4 березня в Офісі Президента України до напрямків, які потребують гуманітарних коридорів потрапили і Ромни. Це стало результатом другого раунду перемовин між Україною та Росією, де досягли порозуміння щодо гуманітарних коридорів. З восьми областей у Сумській були визначені такі: Суми, Шостка, Ромни, Конотоп та Охтирка.
4 березня російська колона рухалася у бік Ромен конотопським напрямком, зокрема і через село Спартак на Недригайлівщині. Зокрема, їхали два БТРи та 15 бензовозів. Місцеві жителі, щоб зупинити ворога, наваляли дерев, один бензовоз застряг. Військові побачили, що в селі стоять чоловіки і вистрелили по них із БТРа. Усі повтікали, а 55-річний Володимир Пшінник не встиг, його розірвало на шматки. 
В селі Біловодське Роменського району війська РФ в елеваторі розмістили 225 одиниць важкої техніки та артилерія на МХП "Дружба-Нова". Вони нікого до себе не підпускають. Район у напрямку Липової Долини повністю заблоковано, в селі Колісники замінували дороги і розташували блокпост. Напрямок до Недригайлова та Вільшани підконтрольний Україні.
Трьох з чотирьох українських заручників, яких взяли у полон на МХП, вдалося звільнити, - повідомив голова Роменської районної адміністрації Денис Ващенко. Одна людина досі залишається у полоні.
|  | "Хочу подякувати тим людям, які сьогодні голими руками займають оборону. Я вам дуже вдячний. І здавати свої міста ніхто не збирається. Всім подонкам хочу сказати: будуть всі штабелями складені на наших полях, а ми будем стояти до останнього. Перемога буде за нами", — наголосив голова РВА. |

В селі Герасимівка російські військові, що стояли на дорозі, вдень 5 березня розстріляли АЗС з бійцями територіальної оборони, які намагалися зупинити ворожу колону. Один боєць загинув, двоє поранені.
Також ввечері 5 березня російські військові, які стояли колоною на дорозі, розстріляли дві цивільні машини. Автівки їхали зі сторони Сум. Трапилося це неподалік села Пустовійтівка. Однією автівкою була машина таксі, яка везла матір та її 17-тирічного сина. Таксист загинув на місці, жінка з сином – у лікарні. До них змогла приїхати карета швидкої, але її довго не пропускали російські війська. За останніми даними водій другої машини живий.
У с. Скрипалі Роменського району увечері 5 березня авіація ЗСУ відпрацювала колону ворога. Кількість їх втрат уточнюється, повідомив голова обласної військової адміністрації Дмитро Живицький.
У ніч з 5 на 6 березня у селі Пустовійтівка пролунало чотири постріли з важкої зброї. Постраждалих не було. Також уночі кулеметні черги було чутно в Ромнах. У результаті куля потрапила у підстанцію, сталося коротке замикання і у місті було вимкнено світло. 6 березня його намагалися відновити. Також за ніч з 4 на 5 березня російські військові розграбували птахофабрику у Вільшані. Своєю технікою вони знесли ворота пташника та гусеницями попсували пасовища. Заїхало сюди майже 50 одиниць ворожої техніки.  Там було близько 100 тисяч голів птиці. Військові РФ вкрали навіть лампочки і кабелі та побили комп’ютерну техніку. Охоронець, який був у цей час на птахофабриці, живий. Орієнтовні збитки, завдані підприємству — більше одного мільйона гривень. Також росіяни розтрощили сейфи і забрали з них гроші, розкидали документи та викинули комп'ютери з приміщення. Крім того, загарбники злили понад п’ять тонн солярки та підпалили одну з будівель.
|  | "Найболючіше те, що постраждала наша малеча — курчатка, яких ми так оберігали у такий складний час. Загарбники викидали їх із кліток та повідчиняли всі двері у корпусах холодної ночі. Вчилися збирати яйця та ламали клітку", — йдеться у повідомленні представників фабрики. |

### 11-12 березня
За інформацією голови Роменської районної державної адміністрації Дениса Ващенка шлях від Ромен до Лохвиці чи Пирятина взяли під контроль українські війська, тож з міста можна виїхати власними автівками. 
Зранку 11 березня мешканці Роменщини поблизу одного із сіл, в полі помітили групу підозрілих людей у військовій формі. Поліцейські разом з представниками територіальної оборони відреагували на звернення та затримали 29 військовослужбовців Російської Федерації. Як пояснили військові РФ, вони йшли за картою на кордон. Всі вони були передані до відповідних органів, де з'ясують всі обставини, за яких вони потрапили на територію Роменського району.
12 березня на Сумщині працювали «зелені коридори» для евакуації населення до Полтави, що проходили через Ромни із Сум, Тростянця, Конотопа, Лебедина, Великої Писарівки та Краснопілля. Також можна було виїхати і з Ромнів від центральної площі міста. Автобуси були призначені для жінок з дітьми, вагітних та людей похилого віку. До цієї колони доєднувались охочі на власному авто. Далі колона йшла на Андріяшівку, Лохвицю, Лубни та Полтаву.

### 18-19 березня
На Сумщині 18 березня з 9 години ранку працювали гуманітарні коридори. Через Ромни колони їхали з Тростянця, Краснопілля, Сум, Лебединської та Конотопської громад.
За інформацією Генерального штабу Збройних сил України станом на 12 годину 19 березня підрозділи зі складу 1-ї танкової армії Росії не вели активних наступальних дій у напрямку на Суми та Охтирку. Вони зосереджували зусилля на блокуванні міста Суми. Також намагалися здійснити підготовку до наступальних дій у напрямку на населені пункти Тростянець, Охтирка, Полтава, частиною сил — на Прилуки та Київ. Силами окремих підрозділів Центрального воєнного округу ворог намагався діяти в районі Недригайлова та Ромнів.

### 1 квітня
Військові РФ у великій кількості, зайшовши через державний російсько-український кордон, розпочали окупацію центральної частини Сумської області. Про це в ефірі інформаційного марафону сказав голова Сумської обласної військової адміністрації Дмитро Живицький. Декілька днів продовжувалося накопичення військ у Конотопському районі та частково в Сумському районі, починаючи кордону з Російської Федерації: Білопільська громада, Буринська, Путивльська, Новослобідська[джерело?]. Так було сформовано умовний «коридор», через який відбувався постійний рух військової техніки з Київської та Чернігівської областей у зворотному напрямку на Росію. У Конотопському районі та північній частині Роменського було небезпечно пересуватися цивільному населенню.